# Desmopuntius pentazona
Desmopuntius pentazona (барбус п'ятисмугий, пунтіус п'ятисмугий) — невелика субтропічна прісноводна риба роду Desmopuntius родини коропових. Вперше описана у 1894 році. Поширена в південно-східній Азії, на островах Суматра, Калімантан, а також Малаккському півострові. Як акваріумна риба був завезений до Європи у 1911 році, а у країнах колишнього СРСР з'явилися у 1961 р.
Основна особливість забарвлення — п'ять вертикальних, чорних із зеленуватим відтінком, смуг на тілі, через які риба й отримала свою назву.